# Шрамко Ірина Борисівна
Шрамко Ірина Борисівна (22 січня 1961, Харків) — український археолог, керівник археологічних досліджень на Більському городищі, кандидат історичних наук, доцент Харківського національного університету імені В. Н. Каразіна. Обвинувачувалася в українофобії.

## Біографія
У 1984 році закінчила історичний факультет Донецького державного університету. За часів шкільних та студентських років брала участь в роботі різних археологічних експедицій на території Харківської, Полтавської, Донецької та Луганської областей.
З 1984 року працювала вчителем історії в середній школі № 89 м. Харкова, Керувала шкільним археологічним гуртком. У 1987–2008 роках працювала керівником археологічних гуртків Харківського обласного Палацу дитячої та юнацької творчості. З 1987 року керує археологічними роботами на Більському городищі, досліджує Західне укріплення цієї відомої пам'ятки.
Проводила розкопки поселень доби бронзи, скіфського часу, раннього та пізнього середньовіччя на території м. Харкова та Харківської області. Серед них найбільш відомі дослідження поселень скіфського часу в урочищі Барчани (2002), Дробянське (2005), урочищі Саржин Яр, (2006), вул. Ціалковського (м. Люботин) (2006), вул. Пушкінська (Молодіжний Парк) (2009), Пісочин-Мобіль (2006, 2008), Новоселівка (2010, 2011), курганний могильник Куми (2010). Уперше на Харківщині досліджено багатошарове поселення з відкладеннями золотоординського часу в урочище Олешки (2006,2007).
В 1995 року захистила кандидатську дисертацію «рос. Кузнечное ремесло у племен бассейна Ворсклы и Псла в скифскую эпоху». З 1995 року є членом Харківського обласного історико-археологічного товариства.
З 2005 року — член правління ХІАТ, член редколегії щорічника «Старожитності». З 2004 р. до 2011 р. очолювала ДП ОАСУ «Слобідська археологічна служба». З 2005 року займає посаду доцента кафедри історіографії, джерелознавства та археології історичного факультету] ХНУ імені В. Н. Каразіна. Читає спецкурси «Археологія ранньої залізної доби Європи», «Проблеми археологічної хронології» та ін..
З 2005 р. до 2011 р. була членом Польового комітету Інституту археології НАН України. Керує археологічною практикою на Більському городищі. Спеціалізується на вивченні проблем археології раннього залізної доби Східної Європи.
З 2012 р. директор Музею археології Харківського національного університету імені В. Н. Каразина.
Була помічена у натовпі під час штурму сепаратистами ХОДА 1 березня 2014 року. Активісти Євромайдану вимагали її звільнення.

## Науковий доробок
Опублікувала понад 100 наукових праць. Для шкіл підготувала авторську програму факультативу «Археологія рідного краю». З'ясувати весь металургійний процес та виявити інструментарій який існував в скіфський час. Вперше з'ясувати особливості технології виготовлення черпаків скіфського часу.
Вперше під керівництвом І. Б. Шрамко було досліджено поселення золотоординського часу на Харківщині «Олешки». Була з'ясована матеріальна культура цього періоду на Харківщині.
Багаторічні дослідження на Більському городищі дозволили зробити хронологічну колонку для ранньоскіфського періоду Північного Причорномор'я.
Вперше виявити двокамерні житлові споруди, що існували у скіфський час.

## Праці
- Шрамко И. Б. Кузнечное ремесло у племен бассейна р. Ворсклы в VII—III вв. до н.э. // Донецкий ун-т. — Донецк, 1987. — 61 с. — Рукопись депонирована в ИНИОН АН СССР № 298883 от 17.06. 1987. — М., 1987.
- Шрамко И. Б. Изготовление топоров и тесел у лесостепных племён бассейна Ворсклы в скифское время // Проблемы охраны и исследований памятников археологии в Донбассе: Тез. докл. — Донецк, 1989. — С. 145—150.
- Шрамко И. Б. Способы упрочнения железных изделий ремесленниками бассейна Ворсклы в VII—IV вв. до н.э. // Охрана и исследование памятников археологии Полтавщины: Тез. докладов и сообщений второго обл. научно — практического семинара. — Полтава, 1989. — С. 47 — 49.
- Шрамко И. Б. К вопросу о применении закалки стали в Скифии // Проблеми історії та археології давнього населення УРСР: Тези доп. — К., 1989. — С. 16 — 18.
- Шрамко И. Б. Технологія виготовлення серпів у населення скіфського часу басейну Ворскли // Тези доповідей і повідомлень першої Полтавської наукової конференції з історичного краєзнавства. — Полтава, 1989. — С. 108—109.
- Шрамко И. Б. Кузница Бельского городища // Археологические исследования в центральном Черноземье в 12 пятилетке: Тез. докл. — Белгород, 1990. — С. 107—108.
- Шрамко И. Б. Сварные изделия скифского времени в бассейне Ворсклы // Охорона та дослідження пам'яток археології Полтавщини; тези доп. Третього науково — практичного семінару. — Полтава, 1990. — С. 137—139.
- Радзиевская В. Е., Шрамко И. Б. Гончарные печи скифской эпохи в бассейне Северского Донца // Проблемы исследования памятников археологии Северского Донца. -Тез. конф. — Луганск, 1990. — С. 82 — 83.
- Шрамко І. Б., Шрамко Б. А. Оборонні споруди Великого Більского городища // Пам'ятки археології Полтавщини. — Полтава, 1991. — С. 44 — 49.
- Шрамко И. Б. Исследование двух мечей из коллекции Полтавского краеведческого музея // 100 — річчя Полтавского краєзнавчого музею. — Частина друга. Археологія Полтавщини. — Полтава, 1991. — С. 70 — 72.
- Шрамко И. Б. Об одном типе мечей скифской эпохи // История и археология Слободской Украины. — Харьков, 1992. — С. 221—223.
- Шрамко И. Б. Кузнечное ремесло у населения скифского времени в бассейнах Ворсклы и Псла. Диссертация на соискание ученой степени кандидата исторических наук .- Київ,1994 // НА ИАНАНУ. Ф. 12/752
- Шрамко І. Б. Ковальське ремесло у населення скіфського часу в басейнах Ворскли та Псла. — Автореф. дис. на здоб. … кандидата історичних наук. — К., 1994. — 21 с.
- Шрамко И. Б. Развитие кузнечного ремесла у племен бассейнов Ворсклы и Псла в скифскую эпоху // Древности 1994. — Харьков, 1994. — С. 43 — 57.
- Шрамко И. Б. Новые исследования Западного укрепления Бельского городища // Древности 1994. — Харьков, 1994. — С. 190—191.
- Шрамко И. Б. Раскопки на Западном укреплении Бельского городища в 1994 г. // Древности 1995. — Харьков, 1995. — С. 174.
- Шрамко И. Б. Краткие итоги исследований на Западном укреплении Бельского городища в 1994 году // Полтавський археологічний збірник. — Полтава, 1995. — № 3. — С. 66 — 71.
- Шрамко Б. А., Шрамко И. Б. Ямные сыродутные горны в Скифии // Проблемы археологии, древней и средневековой истории Украины. Тез докл. — Харьков, 1995. — С. 58 — 59.
- Вальчак С. Б., Шрамко И. Б. Псалий бронзового века с Западного Бельска // Більське городище в контексті вивчення пам'яток ранньої залізної доби Європи. — Полтава, 1996. — С. 146—151.
- Шрамко И. Б. Раскопки Западного укрепления Бельского городища // Археологічні дослідження в Україні 1993 року. — К., 1997. — С. 96 — 97.
- Шрамко И. Б. Работы на Западном укреплении Бельского городища в 1995—1997 годах // Древности 1997—1998. — Харьков, 1999. — С. 208—209.
- Шрамко И. Б. Техника конструирования черпаков скифского времени // Археологічний літопис Лівобережної України. — Полтава.- № 2/1999. — С. 19 — 20.
- Шрамко И. Б. Некоторые итоги исследования 28 зольника Западного укрепления Бельского городища // Археология и древняя архитектура Левобережной Украины и смежных территорий. — Донецк, 2000. — С. 30 — 31.
- Шрамко И. Б. Исследование округи Люботинского городища // Археологічний літопис Лівобережної України. — Полтава, 2003. — № 2/2002 — 1/2003. — С. 102—108.
- Задников С. А., Шрамко И. Б. Памятники скифского времени в бассейне реки Ольховатки // Проблеми історії та археології України. Збірник доповідей міжнародної наукової конференції до 100-річчя XII археологічного з'їзду в м. Харкові 25 — 26 жовтня. — Харків, 2003. — С. 37 — 40.
- Шрамко И. Б., Задников С. А., Зоря А. О. Селище скифского времени у с. Червоносово // Древности 2004. — Харьков, 2004. — С. 27 — 32.
- Шрамко И. Б. О начальном периоде существования Бельского городища // Від Кіммерії до Сарматії, 60 років відділу скіфо — сарматської археології. — К., 2004. — С. 103—106.
- Шрамко И. Б. Об одном типе жилищ скифского времени в Днепровской Лесостепи // Проблемы истории и археологии Украины. — Харьков 2004. — С. 34.
- Шрамко И. Б. Новые данные о наземных жилищах Днепровской Лесостепи в скифскую эпоху // Древности 2005. — Харьков, 2005. — С. 24 — 34.
- Шрамко І. Б. Ранній період в історії геродотовського Гелону (за матеріалами розкопок зольника № 5) // Більске городище та його округа (до 100- річчя початку польових досліджень). — К., 2006. — С. 33 — 56.
- Шрамко И. Б. К вопросу о кузнечных инструментах ремесленников скифской эпохи // Археологическое изучение центральной России. — Липецк, 2006. — С. 203—206.
- Шрамко І. Б., Задніков С. А. Культові споруди VI ст. до н. е. Західного Більського городища // Археологічний літопис Лівобережної України. — № 2*2006. — Полтава, 2006. — С. 12 — 28.
- Шрамко І. Б., Задніков С. А. Розкопки зольника № 5 в 2004 р на Західному укріпленні Більського городища // Археологічні дослідження в Україні 2004—2005. — Вип. 8. — Київ — Запоріжжя: ІА НАН України, Дике поле, 2006. — С. 58 — 62.
- Шрамко І. Б., Голубєва І. В., Задніков С. А. Археологічні дослідження на території Харківської області в 2005 р. // Археологічні дослідження в Україні 2004 −2005. — Вип. 8. — Київ-Запоріжжя: ІА НАН України, Дике поле, 2006. — С. 388—393.
- Шрамко І. Б. Поселення скіфського часу «Саржин Яр»// Тринадцяті Сумцовські читання. Матеріали наукової конференції «Сучасний музейний заклад: проблеми вивчення, збереження та популяризації національної історико — культурної спадщини». 18 квітня 2007 р. — Харків, 2007. — С. 120—121.
- Шрамко І. Б., Голубєва І. В., Задніков С. А., Окатенко А. М., Пеляшенко К. Ю. Археологічні розвідки в м. Харкові та Харківській області в 2006 р. // Археологічні дослідження в Україні 2005—2007 рр. — Київ-Запоріжжя, 2007. -Вип. 9. — С. 424—429.
- Шрамко І. Б., Задніков С. А. Результати археологічного дослідження Більського городища в 2006 р. // Археологічні дослідження в Україні 2005—2007 рр. — Київ-Запоріжжя, 2007. — Вип. 9. — С. 429—431.
- Шрамко И. Б., Задников С. А., Пеляшенко К. Ю. Охранные исследования поселения скифского времени « Саржин Яр» // Археологічні дослідження в Україні 2005—2007 рр. — Київ — Запоріжжя, 2007. — Вип. 9. — С. 431—435.
- Шрамко І. Б., Корохіна А. В. Охоронні дослідження поселення із матеріалами доби бронзи-раннього заліза «Пісочин-Мобіль» // Археологічні дослідження в Україні 2005—2007 рр. — Київ-Запоріжжя, 2007. — Вип. 9. — С. 436—439.
- Шрамко И. Б., Задников С. А., Пеляшенко К. Ю. Новые исследования памятников скифского времени на Харьковщине // Проблемы археологи Восточной Европы. — Харьков, 2008. — С. 146—163.
- Задніков С. А., Шрамко І. Б. Розкопки зольника 13 на Західному укріпленні Більского городища // Археологічні дослідження в Україні 2006—2007.- К., 2009. — С. 8 — 10.
- Задников С. А., Шрамко И. Б. К вопросу о первых контактах населения Бельского городища с античным миром // Боспорский феномен. Искусство на периферии античного мира: материалы научной конференции. — СПб.: Нестор — История, 2009. — С. 473—477.
- Шрамко И. Б. Исследование зольника 10 на Западном укреплении Бельского городища в 2008 г. // Археологічні дослідження в Україні 2008. — К., 2009. — С. 323—324.
- Шрамко І. Б., Голубєва І. В., Задніков С. А., Окатенко В. М., Пеляшенко К. Ю. Археологічні розвідки в м. Харків і Харківській обл.. у 2008 р. // Археологічні дослідження в Україні 2008. — К., 2009. — С. 325—328.
- Шрамко И. Б. Задников С. А. Охранные исследования многослойного поселения Песочин-Мобиль 2 под Харьковым в 2008 г. // Археологічні дослідження в Україні 2008.- К., 2009.- С. 329—331.
- Бондарь К. М., Шрамко И. Б., Виршило И. В., Хоменко Р. В., Задников С. А. Магнитные исследования скифских зольников Западного Бельского городища в 2005—2007 гг. // Археология и геоинформатика. — Выпуск 5. — Москва 2008. — CD
- Шрамко И. Б. Бельское городище: основные этапы развития // Проблемы истории и археологии Украины: Материалы VII Международной научной конференции (Харьков, 28 — 29 октября 2010 г.). — Харьков, 2010. — С. 31.
- Шрамко И. Б., Задников С. А. Новые находки ранней античной керамики на Бельском городище // ΣΥΜΒΟΛΑ. — Вып.1. — Москва — Киев, 2010. — С. 294—300.
- Шрамко И. Б., Задников С. А. Поселение XIV века «Олешки» на Северском Донце // Степи Европы в эпоху средневековья. Т. 8. Золотоордынское время. — Донецк, 2010. — Т.8. — С. 163—230.
- Шрамко И. Б. Охранные раскопки поселения скифского времени Молодежный Парк в Харькове // Археологічні дослідження в Україні 2009. — Київ, Луцьк, 2010. — С. 477—478.
- Шрамко І. Б., Голубєва І. В., Задніков С. А., Пеляшенко К. Ю. Дослідження в м. Харків і Харківській обл. в 2009 р. (за матеріалами експертиз) // Археологічні дослідження в Україні 2009. — Київ, Луцьк, 2010. — С. 482—485.
- Шрамко И. Б. Охранные исследования поселения скифского времени у с. Новоселовка // Археологічні дослідження в Україні — 2010. — К., Полтава, 2011. — С. 376—377.
- Шрамко І. Б. Рятівні дослідження курганного могильника Куми на території Красноградського району Харківської области // Археологічні дослідження в Україні — 2010. — К., Полтава, 2011. — С. 378.
- Шрамко І. Б., Голубєва І. В., Задніков С. А., Пеляшенко К. Ю. Результати досліджень в м. Харків та Харківській області у 2009—2010 рр. (за матеріалами наукових експертиз) // Археологічні дослідження в Україні — 2010. — К., Полтава, 2011. — С. 379—383.
- Шрамко И. Б., Задников С. А. Работы на Западном укреплении Бельского городища // Археологічні дослідження в Україні — 2010.- К., Полтава, 2011. — С. 384—385.
- Задников С. А., Шрамко И. Б. Античный импорт третьей четверти VII — первой четверти VI в. до н.э. на Бельском городище (по материалам 2008 и 2009 гг) // Древности Восточной Европы. Сборник научных трудов к 90-летию Б. А. Шрамко. — Харьков, 2011. — С. 138—147.
- Шрамко И. Б. Бельское городище — крупнейший поселенческий комплекс Лесостепной Скифии // Феномен Більського городища: збереження, дослідження та популяризація найбільшої в Європі пам'ятки доби раннього залізного віку. — Київ: Центр пам'яткознавства НАН України і УТОПІК, 2012. — С. 5 — 8.
- Шрамко И. Б., Задников С. А. Работы на Западном укреплении Бельского городища // Археологічні дослідження в Україні 2011 р. — Київ, 2012. — С. 391.
- Голубєва І. В., Задніков С. А., Пеляшенко К. Ю., Шрамко І. Б. Результати досліджень в м. Харків і Харківської обл. у листопаді 2010 — листопаді 2011 рр. (за матеріалами наукових експертиз) // Археологічні дослідження в Україні 2011 р. — Київ, Волинські Старожитності, 2012. — С. 431—434.
- Шрамко И. Б., Пеляшенко К. Ю., Задников С. А. Охранные раскопки поселения скифского времени у с. Новоселовка // Археологічні дослідження в Україні 2011 р. — Київ, Волинські Старожитності, 2012. — С. 446—447.
- Шрамко И. Б., Буйнов Ю. В. Переход от бронзы к железу в Днепро-Донецкой Лесостепи // Российский археологический ежегодник. — № 2. — 2012. — СПб, 2012. — 309—332.
- Шрамко И. Б. Большие городища Лесостепной Скифии // Проблемы истории и археологии Украины. Материалы VIII Международной научной конференции. 9 — 10 ноября 2012. — Харьков, 2012. — С. 36.
- Шрамко И. Б. Зольники Западного Бельского городища: планиграфия и хронология // Славяне Восточной Европы накануне образования Древнерусского государства. Материалы международной конференции, посвященной 110-летию со дня рождения Ивана Ивановича Ляпушкина (1902—1968) 3 — 5 декабря 2012 г. Санкт — Петербург. — СПб: СОЛО, 2012. — С. 168—172.
- Шрамко И. Б. Вклад А. О. Зори в исследование археологических памятников Харьковщины // Краеведческие чтения (тезисы докладов за 2012 год). — Харьков, 2013. — С. 54-56.